# Marsaneix

Marsaneix este o comună în departamentul Dordogne din sud-vestul Franței. În 2009 avea o populație de 1.027 de locuitori.

## Evoluția populației
| An        | 1975 | 1982 | 1990 | 1999 | 2006 | 2009  |
| --------- | ---- | ---- | ---- | ---- | ---- | ----- |
| Populație | 459  | 585  | 726  | 786  | 917  | 1.027 |